# بيت المداخن السبع
بيت المداخن السبعة هو مبنى في مدريد ( إسبانيا )، قائم بالفعل قبل عام ١٥٧٠.  ورغم وجود فجوات توثيقية، يُنسب العمل إلى خوان باوتيستا دي توليدو وأنطونيو سيلرو ، وقام خوان دي هيريرا بتوسيعه. يقع في زاوية بلازا ديل ري من شارع إنفانتاس . 

## تاريخ

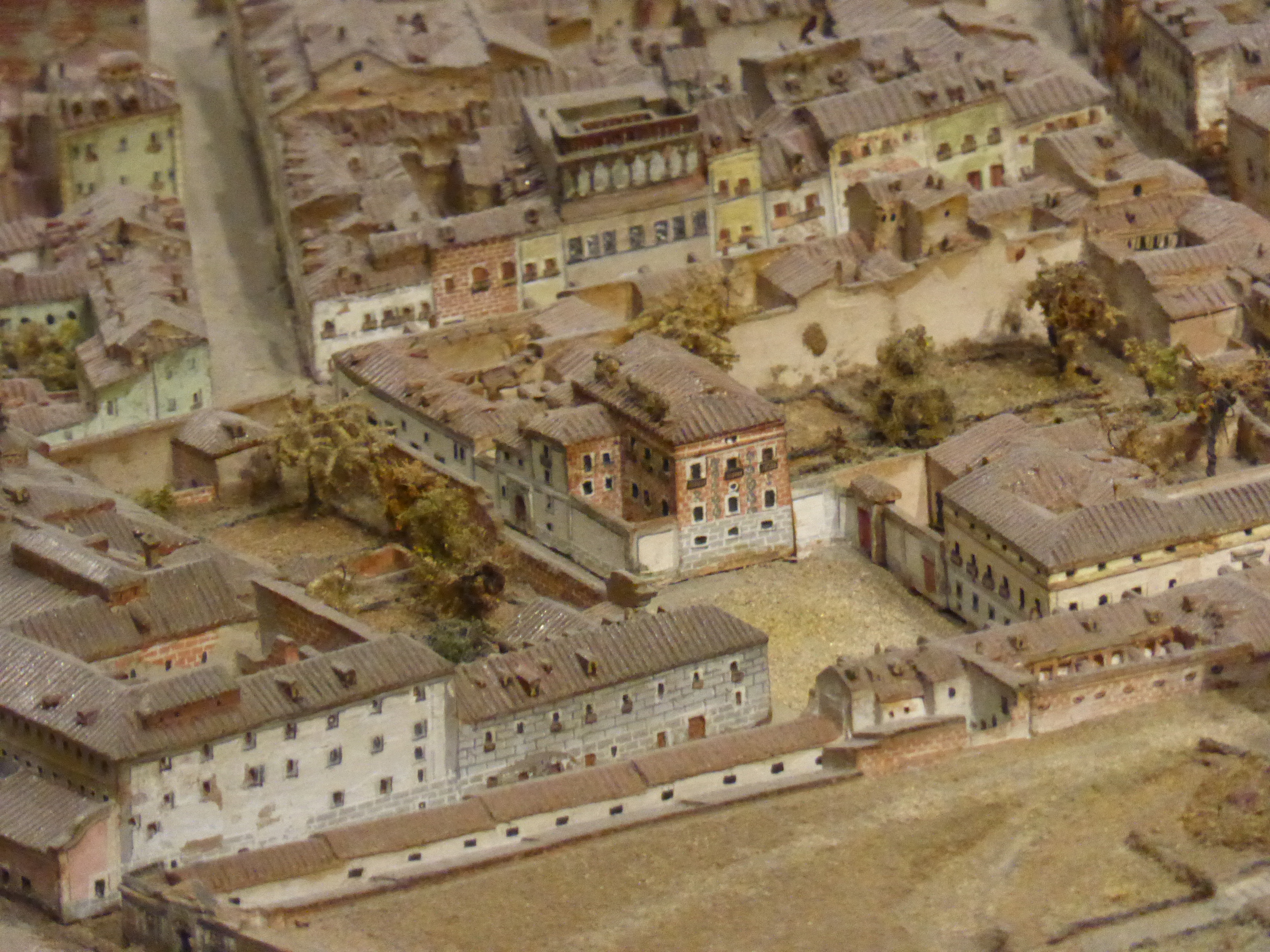
في الوسط، ساحة الملك وبيت المداخن السبعة في الفترة من ١٨٢٨ إلى ١٨٣٠. نموذج مدريد ، من تصميم جيل دي بالاسيو ، معروض في متحف تاريخ مدريد.

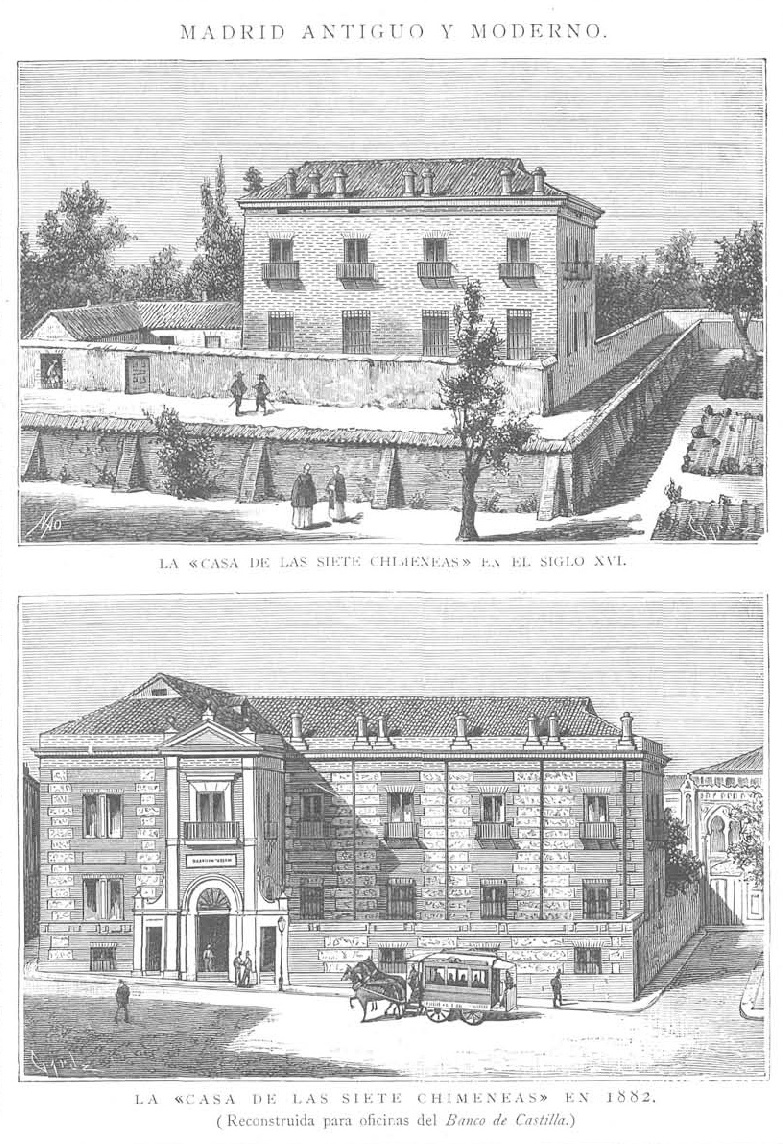
بيت المداخن السبعة في siglo السادس عشر وفي عام 1882، من الرسوم التوضيحية الإسبانية والأمريكية (15-10-1882).

تحكي سلسلة من القصص شبه الأسطورية أن مالكها الأول كان صيادًا لفيليب الثاني ملك إسبانيا ، الذي أمر ببناء المبنى الأصلي لابنته، التي تزوجت في عام 1569 من رجل من سلالة مدريد القديمة (الزاباتا)، الذي ذهب على الفور إلى الحرب كقائد لـ Tercios of Flanders، حيث توفي في معركة سان كوينتين.  توفيت الأرملة بعد ذلك بوقت قصير، مما أدى إلى ظهور أسطورة تعود إلى الوراء في الزمن. ثم استحوذ على المنزل خوان دي ليديسما، سكرتير أنطونيو بيريز . وتقول الأساطير الغريبة الجديدة أن المنزل انتهى به المطاف في أيدي التاجر الجينوي بالتاسار كاتانيو أو كاتانو. ويبدو أنه خلال هذه الفترة أضاف المهندس المعماري أندريا دي لورانو أسقفًا هرمية وسبع مداخن أعطتها اسمها الشائع. بعد التجديد، حصل على المبنى من الدكتور فرانسيسكو ساندي إي ميسا، مؤسس ملكية كولميناريس ومقاطعة بولينتينوس، الذي احتفظ بالملكية حتى عام 1881. 
في القرن الثامن عشر، سكن المنزل ماركيز إسكيلاتشي، وزير تشارلز الثالث، وخلال أعمال الشغب التي أندلعت بسبب منع الماركي ارتداء العباءات الطويلة والقبعات، نهب المتمردون المنزل، ويعود تاريخ توسعة المنزل، بقطع عرضي، إلى هذا القرن حيث حول تصميمت المربع الأصلي إلى شكل حرف L .
أجريت أحدث أعمال التجديد في القرنين القرنين التاسع عشر والعشرين. الأولي عام 1881 زممت وحولت إلى مقر بنك كاستيا. والثانية عام 1957، على يد فرناندو تشويكا غويتيا وخوسيه أنطونيو دومينغز سالازار.
في عهد ألونسو الثالث عشر، وخلال فترة ديكتاتورية ميغيل بريمو دي ريفيرا، كان بيت المداخن السبع المقر الأول لنادي الليسيوم النسائي، وهو جمعية ثقافية نسوية مكرسة للدفاع عن المساواة بين الجنسين وإدماج المرأه بشكل كامل في عالم التعليم والعمل . وظل النادي نشطا للغاية لمدة عشر سنوات حتى اندلاع الحرب.
تم إعلان Casa de las Chimeneas معلمًا تاريخيًا فنيًا في عام 1948. وتم إجراء آخر تجديد له من قبل المهندسين المعماريين فرناندو تشويكا غويتيا وخوسيه أنطونيو دومينغيز سالازار في عام 1957. وقد جلبت التشريعات التراثية الجديدة معها مستوى جديدًا من الحماية، وفي عام 1995 تم إعلانه موقعًا ذا أهمية ثقافية .
في ثمانينيات القرن العشرين كان المقر الرئيسي لبنك أوركيجو، وبعد ذلك مباشرة أصبح المقر الرئيسي لوزارة الثقافة الإسبانية (وليس وزارة التعليم) أو وزير الدولة للثقافة ( الذي ينتمي آنذاك إلى وزير التعليم والثقافة أو وزارة التعليم والثقافة والرياضية).
أدت الأساطير حول أصلها إلى ظهور العديد من قصص الأشباح ، والتي تعتبر في الثقافة الشعبية واحدة من " الأماكن المسكونة " في مدريد.  